# Герои Социалистического Труда Сырдарьинской области
В настоящий список включены:

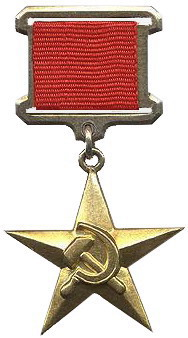
Золотая медаль «Серп и Молот»

- Герои Социалистического Труда, на момент присвоения звания проживавшие на территории Сырдарьинской области Узбекистана, — 35 человек; выделены  персиковым цветом  и не включены в общую нумерацию Герои, которые проживали на территории некоторых районов Сырдарьинской области, возвращённых 12 мая 1971 года в Чимкентскую область Казахской ССР (4 человека) и переданных 29 декабря 1973 года во вновь образованную Джизакскую область (8 человек);
- Герои Социалистического Труда, прибывшие в Сырдарьинскую область на постоянное проживание из других регионов СССР, — 5 человек.

Вторая часть списка может быть неполной из-за отсутствия данных о месте смерти ряда Героев.
В таблицах отображены фамилия, имя и отчество Героев, должность и место работы на момент присвоения звания, дата Указа Президиума Верховного Совета СССР, отрасль народного хозяйства, место рождения/проживания, а также ссылка на биографическую статью на сайте «Герои страны». Формат таблиц предусматривает возможность сортировки по указанным параметрам путём нажатия на стрелку в нужной графе.

## История
Первой на территории современной Сырдарьинской области звания Героя Социалистического Труда была удостоена Назира Юлдашева. Высшая степень отличия была присвоена им Указом Президиума Верховного Совета СССР от 27 апреля 1948 года за получение высоких урожаев хлопка в 1947 году.
Подавляющее большинство Героев Социалистического Труда в области приходится на работников сельского хозяйства — 29 человек; мелиорация — 5; госуправление — 2.

## Лица, удостоенные звания Героя Социалистического Труда в Сырдарьинской области
| №         | Фамилия, имя, отчество       | Даты жизни              | Деятельность | Дата присвоения | Отрасль       | Место рождения           | ГС        |
| --------- | ---------------------------- | ----------------------- | --- | --------------- | ------------- | ------------------------ | --------- |
| 1e-06     | Азимов Камол                 | 1927 — ????             | Председатель колхоза имени Навои Джизакского района Сырдарьинской области | 10.12.1973      | сельхоз       | *Джизакская область      | [ ГС 1 ]  |
| 2e-06     | Алиев Алимирза Алиевич       | род. 1933               | Машинист бульдозера управления строительства дренажа № 2 треста «Дренажстрой» управления «Голодностепстрой» Министерства мелиорации и водного хозяйства Узбекской ССР, Сырдарьинская область              | 30.04.1966      | мелиоводхоз   | *Джизакская область      | [ ГС 2 ]  |
| 1         | Ахилбеков Кошим              | 1903 — ????             | *Бригадир колхоза № 1 имени Карла Маркса Сыр-Дарьинского района Ташкентской области | 07.05.1951      | сельхоз       | Сырдарьинская область    |           |
| 2         | Базарова Шарапат             | 1920 — ????             | *Бригадир тракторно-полеводческой бригады совхоза «Баяут» № 1, гор. Янгиер Ташкентской области | 07.03.1960      | сельхоз       | *Самаркандская область   | [ ГС 3 ]  |
| 3         | Балтабаев Таджикузи          | 1920 — ????             | Машинист автопогрузчика управления «Электромонтаж» треста «Ирсовхозстроймонтаж» Главсредазирсовхозстроя Министерства мелиорации и водного хозяйства Узбекской ССР, гор. Гулистан Сырдарьинской области    | 05.11.1966      | мелиоводхоз   | *Ферганская область      |           |
| 4         | Батиров Казакбай             | род. 1930               | Бригадир колхоза имени Куйбышева Ворошиловского района Сырдарьинской области | 26.02.1981      | сельхоз       | *Джизакская область      | [ ГС 4 ]  |
| 5         | Бездетный Иван Андреевич     | 1912 — ????             | *Председатель колхоза «18 партийной конференции» Сыр-Дарьинского района Ташкентской области | 11.01.1957      | сельхоз       | *Кировоградская область  | [ ГС 5 ]  |
| 5.000003  | Дадажанов Тулян              | род. 1940               | Механик-водитель хлопкоуборочной машины совхоза имени Ленина Дустликского района Сырдарьинской области | 10.12.1973      | сельхоз       | *Андижанская область     |           |
| 6         | Джумабаев Хайдар             | 1927 — ????             | *Бригадир колхоза «Хакикат» Сыр-Дарьинского района Ташкентской области | 07.05.1951      | сельхоз       | Сырдарьинский район      | [ ГС 6 ]  |
| 6.000004  | Ескараев Ажихан              | род. 15.06.1937         | Тракторист, механик-водитель хлопкоуборочной машины совхоза имени XX партсъезда Кировского района Сырдарьинской области                                                                                   | 01.03.1965      | сельхоз       | *Туркестанская область   | [ ГС 7 ]  |
| 7         | Зубрак Сара Ароновна         | 1922 — ????             | *Звеньевая колхоза «Хакикат» Сырдарьинского района Ташкентской области | 24.04.1952      | сельхоз       | *Молдавия                | [ ГС 8 ]  |
| 8         | Идикулов Тагай               | 1921 — ????             | Бригадир совхоза «Правда» Ильичёвского района Сырдарьинской области | 10.03.1976      | сельхоз       | Сырдарьинская область    |           |
| 9         | Исаев Абдурахман             | 1925 — ????             | Бригадир колхоза «Ленинград» Сырдарьинского района Сырдарьинской области | 08.04.1971      | сельхоз       | *Джизакская область      |           |
| 10        | Исакулов Мирзамидин          | 1925 — ????             | Бригадир колхоза «Узбекистан» Гулистанского района Сырдарьинской области | 20.02.1978      | сельхоз       | *Джизакская область      | [ ГС 9 ]  |
| 11        | Каримов Ибрагим Ильясович    | 1911 — 23.03.1983       | *Первый секретарь Сыр-Дарьинского райкома Компартии Узбекистана, Ташкентская область | 11.01.1957      | госуправление | *Астана                  | [ ГС 10 ] |
| 12        | Кодиров Нияз                 | 1920 — ????             | Бригадир колхоза имени Максима Горького Ворошиловского района Сырдарьинской области | 20.02.1978      | сельхоз       | *Самаркандская область   |           |
| 13        | Комаров Николай Кузьмич      | 1934 — ????             | Механизатор совхоза «Малик» Сырдарьинского района Сырдарьинской области | 14.12.1972      | сельхоз       | *Ленинградская область   | [ ГС 11 ] |
| 14        | Котова Мария Анисимовна      | род. 1933               | Доярка совхоза имени А. Руцкого Баяутского района Сырдарьинской области | 06.09.1973      | сельхоз       | *Хмельницкая область     |           |
| 14.000005 | Крупский Анатолий Семёнович  | 16.08.1937 — 17.11.2002 | Машинист скрепера передвижной механизированной колонны № 18 треста «Янгиерводстрой» Голодностепстроя Министерства мелиорации и водного хозяйства Узбекской ССР, Джизакская область                        | 27.02.1974      | мелиоводхоз   | *Алтайский край          | [ ГС 12 ] |
| 15        | Латыпов Турсунбай            | 08.03.1920 — 05.1991    | *Председатель колхоза имени Молотова Баяутского района Ташкентской области | 11.01.1957      | сельхоз       | Хавастский район         | [ ГС 13 ] |
| 15.000006 | Ленник Клавдия Прохоровна    | 1919 — ????             | Свинарка совхоза «Славянский» Пахтааральского района Сырдарьинской области | 22.03.1966      | сельхоз       | *Краснодарский край      | [ ГС 14 ] |
| 16        | Маманов Тиляв                | 1914 — ????             | *Бригадир полеводческой бригады колхоза имени Тараса Шевченко Сыр-Дарьинского района Ташкентской области                                                                                                  | 11.01.1957      | сельхоз       | *Самаркандская область   | [ ГС 15 ] |
| 17        | Муллаев Курбан               | 1905—1984               | *Председатель колхоза «Хакикат» Сыр-Дарьинского района Ташкентской области | 07.05.1951      | сельхоз       | *Таджикистан             | [ ГС 16 ] |
| 18        | Назаров Саиб                 | 1911 — 14.02.1973       | *Председатель колхоза имени Молотова Гулистанского района Ташкентской области | 11.01.1957      | сельхоз       | *Андижанская область     | [ ГС 17 ] |
| 18.000007 | Пирматов Баймирза            | 1920 — ????             | Дорожный мастер Джизакской дистанции пути Среднеазиатской железной дороги, Сырдарьинская область | 04.08.1966      | транспорт     | *Джизакская область      | [ ГС 18 ] |
| 18.000008 | Пирназаров Самен             | род. 1931               | Старший чабан совхоза «Кызылкум» Фаришского района Сырдарьинской области | 22.03.1966      | сельхоз       | *Самаркандская область   |           |
| 19        | Платицын Павел Андреевич     | 1914 — ????             | Бригадир экскаваторщиков треста «Янгиерводстрой» Голодностепстроя, Сырдарьинская область | 01.03.1965      | мелиоводхоз   | *Костанайская область    | [ ГС 19 ] |
| 20        | Рахимов Инат                 | 1925 — ????             | *Бригадир колхоза № 1 имени Карла Маркса Сыр-Дарьинского района Ташкентской области | 07.05.1951      | сельхоз       | *Джизакская область      |           |
| 21        | Рахматов Эльмурат            | 1912 — ????             | *Бригадир полеводческий бригады колхоза «Хакикат» Сыр-Дарьинского района Ташкентской области | 11.01.1957      | сельхоз       | Сырдарьинский район      | [ ГС 20 ] |
| 22        | Саидов Бекке                 | 1905 — ????             | *Звеньевой колхоза имени Карла Маркса Баяутского района Ташкентской области | 11.01.1957      | сельхоз       | *Кашкадарьинская область |           |
| 22.000009 | Санакулова Саадат            | 1916 — ????             | Бригадир колхоза имени Жданова Джизакского района Сырдарьинской области | 30.04.1966      | сельхоз       | *Джизакская область      | [ ГС 21 ] |
| 23        | Саутов Виктор Михайлович     | 1929 — ????             | Старший машинист экскаватора управления механизированных работ № 1 треста «Дренажстрой» Голодностепстроя Министерства мелиорации и водного хозяйства Узбекской ССР, гор. Янгиер Сырдарьинской области     | 05.11.1966      | мелиоводхоз   | Сырдарьинская область    | [ ГС 22 ] |
| 24        | Сергеева Аграфена Тимофеевна | 15.07.1920 — 07.03.2009 | Телятница совхоза «Фархад» Хавастского района Сырдарьинской области | 25.12.1976      | сельхоз       | *Татарстан               | [ ГС 23 ] |
| 25        | Сидиков Сабирджан            | 1902 — 04.01.1987       | Директор совхоза «Фергана» Акалтынского района Сырдарьинской области | 14.12.1972      | сельхоз       | *Андижанская область     | [ ГС 24 ] |
| 26        | Султанов Кадыркул            | 1912 — 10.02.1987       | *Председатель колхоза имени Карла Маркса Верхне-Волынского района Ташкентской области | 11.01.1957      | сельхоз       | *Ташкентская область     | [ ГС 25 ] |
| 26.00001  | Сыдыков Заманбек             | род. 1936               | Старший чабан совхоза имени Амангельды Кировского района Сырдарьинской области | 22.03.1966      | сельхоз       | *Туркестанская область   |           |
| 27        | Сындаров Кузыбакар           | 1924 — ????             | Председатель колхоза «Ленинград» Сырдарьинского района Сырдарьинской области | 25.12.1976      | сельхоз       | *Джизакская область      | [ ГС 26 ] |
| 28        | Тетуев Шамсудин Жунусович    | 05.12.1932 — 13.05.1994 | Первый секретарь Акалтынского райкома Компартии Узбекистана, Сырдарьинская область | 26.02.1981      | госуправление | *Кабардино-Балкария      | [ ГС 27 ] |
| 28.000011 | Тургамбаев Шурембай          | 1916 — ????             | Председатель колхоза имени Абая Пахтааральского района Сырдарьинской области | 08.04.1971      | сельхоз       | *Туркестанская область   | [ ГС 28 ] |
| 29        | Убайдуллаходжаев Усадулла    | 1908 — ????             | *Председатель колхоза имени Ахунбабаева Сыр-Дарьинского района Ташкентской области | 11.01.1957      | сельхоз       | *Ташкентская область     | [ ГС 29 ] |
| 29.000012 | Халматов Иргаш               | 1919 — ????             | Директор совхоза «Самарканд» Пахтакорского района Сыр-Дарьинской области | 08.04.1971      | сельхоз       | *Джизакская область      |           |
| 30        | Халматов Мухтар              | 1925 — ????             | Бригадир совхоза «Социализм» Ворошиловского района Сырдарьинской области | 10.12.1973      | сельхоз       | *Джизакская область      | [ ГС 30 ] |
| 31        | Халматов Сапар               | 1900 — ????             | *Бригадир колхоза «Хакикат» Сыр-Дарьинского района Ташкентской области | 07.05.1951      | сельхоз       | Сырдарьинский район      | [ ГС 31 ] |
| 32        | Худайбердыева Халбуви        | 1924 — ????             | Доярка колхоза «Баяут» № 3 Баяутского района Сырдарьинской области | 08.04.1971      | сельхоз       | *Самаркандская область   |           |
| 33        | Шакурова Мансура             | род. 1937               | Бригадир отделочников строительно-монтажного управления № 3 треста «Мирзачульсовхозстрой» Голодностепстроя Министерства мелиорации и водного хозяйства Узбекской ССР, гор. Гулистан Сырдарьинской области | 05.11.1966      | мелиоводхоз   | *Татарстан               | [ ГС 32 ] |
| 34        | Юлдашева Назира              | 1925 — ????             | *Звеньевая колхоза «Хакикат» Сыр-Дарьинского района Ташкентской области | 27.04.1948      | сельхоз       | Сырдарьинский район      | [ ГС 33 ] |
| 35        | Юнусов Ганишер               | 1905 — 01.04.1964       | *Бригадир полеводческой бригады колхоза имени Молотова Гулистанского района Ташкентской области | 11.01.1957      | сельхоз       | *Андижанская область     | [ ГС 34 ] |

## Герои Социалистического Труда, прибывшие в Сырдарьинскую область на постоянное проживание из других регионов
| № | Фамилия, имя, отчество      | Даты жизни              | Деятельность                                                                           | Дата присвоения | Отрасль       | Место проживания    | ГС       |
| - | --------------------------- | ----------------------- | -------------------------------------------------------------------------------------- | --------------- | ------------- | ------------------- | -------- |
| 1 | Ан Су-Ен                    | 1913 — 06.1989          | Агроном колхоза имени Микояна Нижне-Чирчикского района Ташкентской области             | 13.06.1950      | сельхоз       | Сырдарьинский район | [ ГС 1 ] |
| 2 | Бектурганова Оразгуль       | 1919 — ????             | Звеньевая колхоза «Социалистик Казахстан» Келесского района Южно-Казахстанской области | 28.03.1948      | сельхоз       |                     | [ ГС 2 ] |
| 3 | Сергеев Николай Афанасьевич | 1914 — ????             | Директор совхоза «Лесной» Урицкого района Кустанайской области                         | 11.01.1957      | сельхоз       | Гулистан            | [ ГС 3 ] |
| 4 | Укубаев Кинабек             | 09.05.1913 — 02.01.1994 | Первый секретарь Мирзачульского райкома Компартии Узбекистана, Ташкентская область     | 11.01.1957      | госуправление | Акалтынский район   | [ ГС 4 ] |
| 5 | Шин Константин              | 27.03.1921 — 2000       | Звеньевой колхоза «Новая жизнь» Нижне-Чирчикского района Ташкентской области           | 18.09.1950      | сельхоз       | Сырдарьинский район | [ ГС 5 ] |